# Étroussat
Étroussat ist eine zentralfranzösische Gemeinde mit 663 Einwohnern (Stand: 1. Januar 2022) im Département Allier in der Region Auvergne-Rhône-Alpes (vor 2016 Auvergne). Sie gehört zum Arrondissement Vichy und ist Mitglied im Gemeindeverband Communauté de communes Saint-Pourçain Sioule Limagne. Die Bewohner werden Etroussatois und Etroussatoises genannt.

## Geographie
Étroussat liegt in der Landschaft des Bourbonnais etwa 24 Kilometer westnordwestlich von Vichy.

### Nachbargemeinden
Umgeben ist Étroussat von den Nachbargemeinden Chareil-Cintrat im Norden, Bayet im Nordosten, Barberier im Osten, Saint-Germain-de-Salles im Süden und Südosten, Ussel-d’Allier im Westen und Südwesten sowie Fourilles im Nordwesten.

## Bevölkerungsentwicklung
| Jahr      | 1962 | 1968 | 1975 | 1982 | 1990 | 1999 | 2006 | 2011 | 2019 |
| Einwohner | 684  | 705  | 672  | 624  | 647  | 605  | 650  | 724  | 668  |

## Sehenswürdigkeiten
- Kirche Saint-Georges mit Skulptur Madonna mit Kind (Monument historique)
- Schloss Douzon aus dem 14. Jahrhundert mit Umbauten aus dem 18. Jahrhundert, Monument historique seit 1973

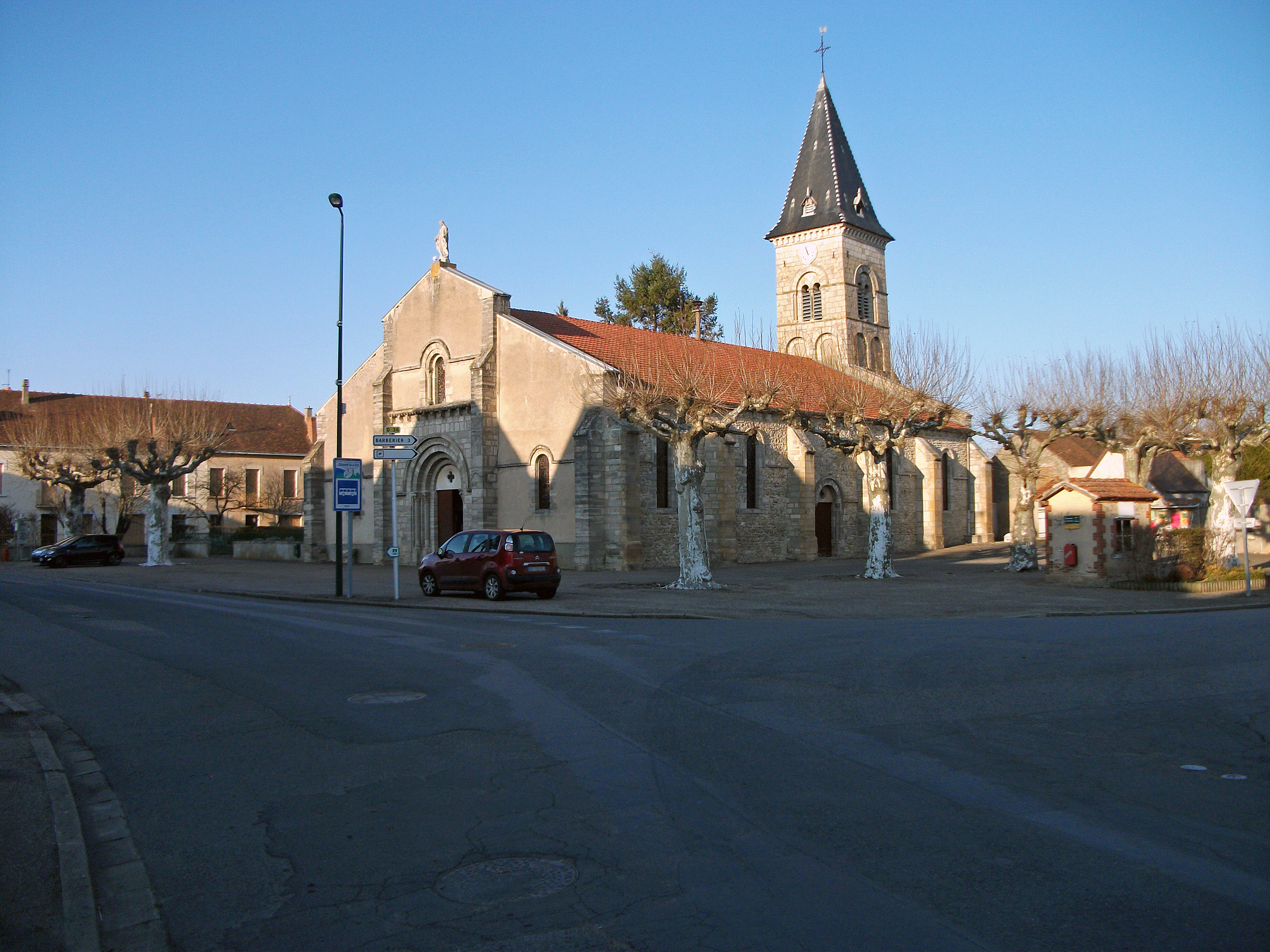
Kirche Saint-Georges
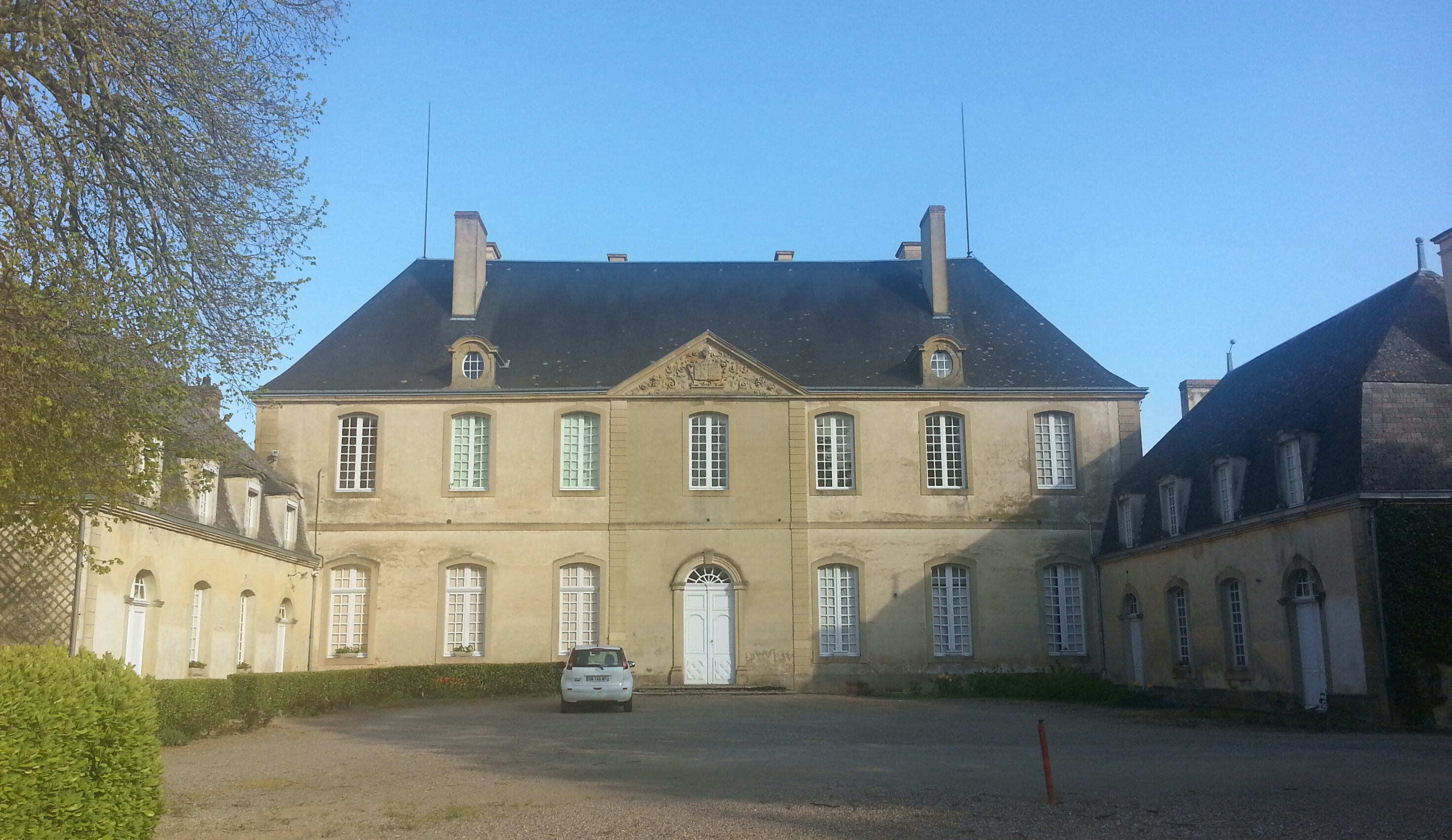
Schloss Douzon

## Söhne- und Töchter der Stadt
- Pierre de Thoisy (* 1953), Autorennfahrer